# بول بوارت

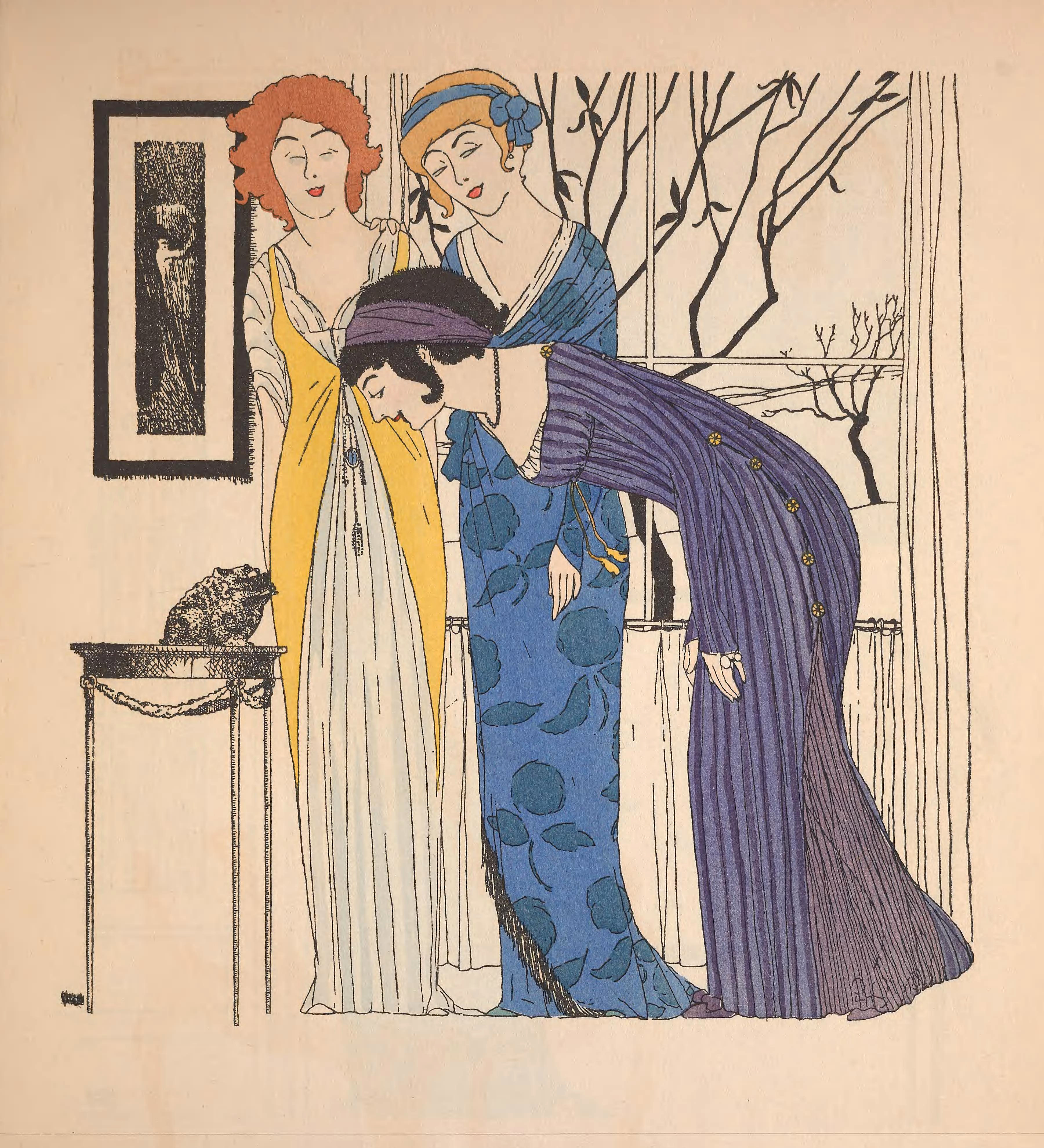
الرسوم التوضيحية Poiret التي كتبها بول Iribe ، 1908

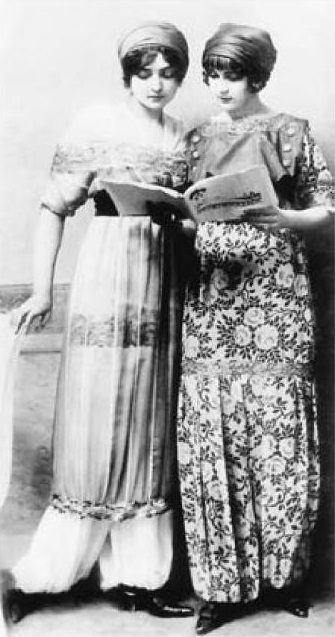
سراويل حريم بوارت وتنورة سلطانة ، 1911

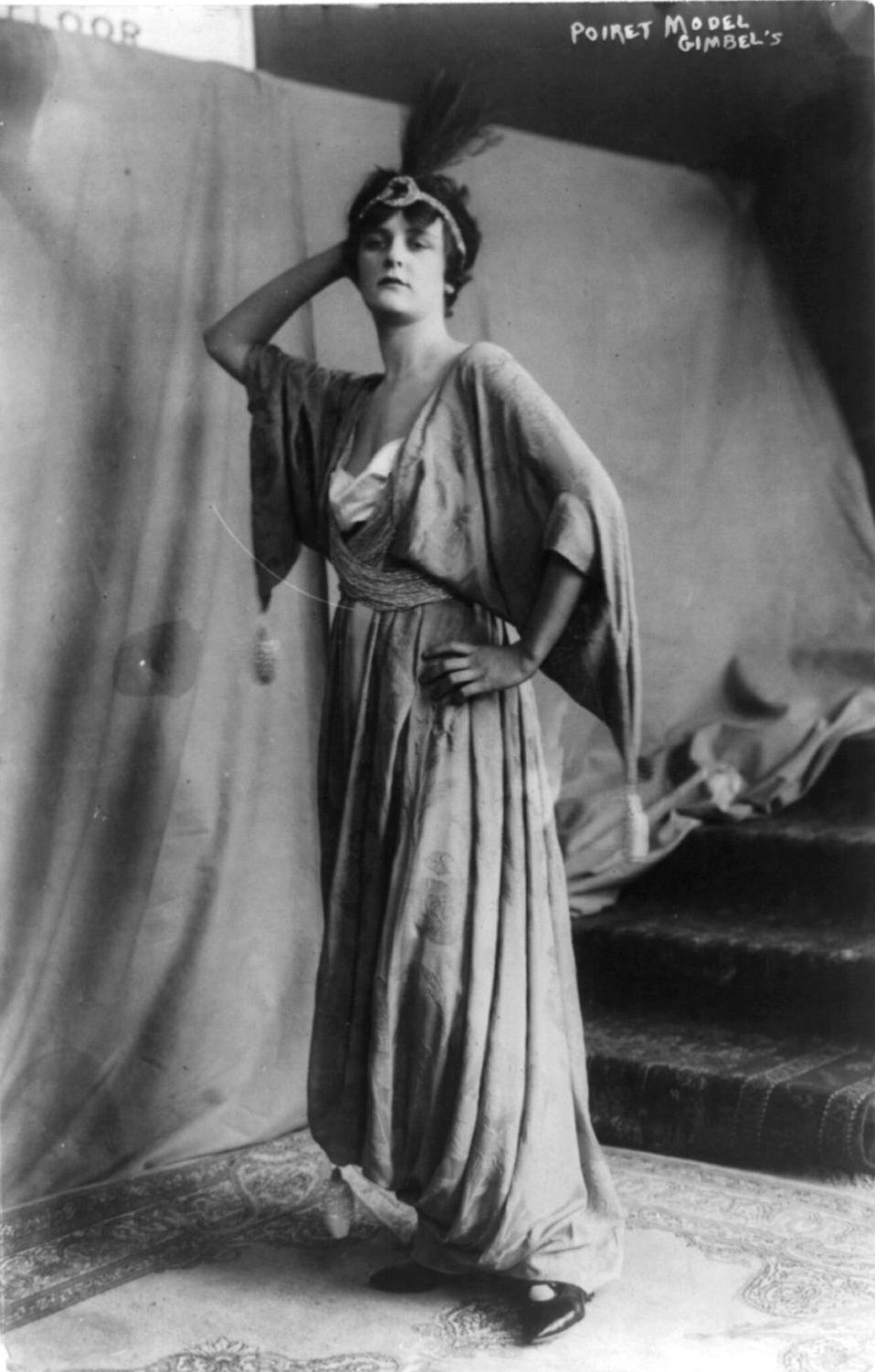
عارضة أزياء في ثوب Poiret ، 1914

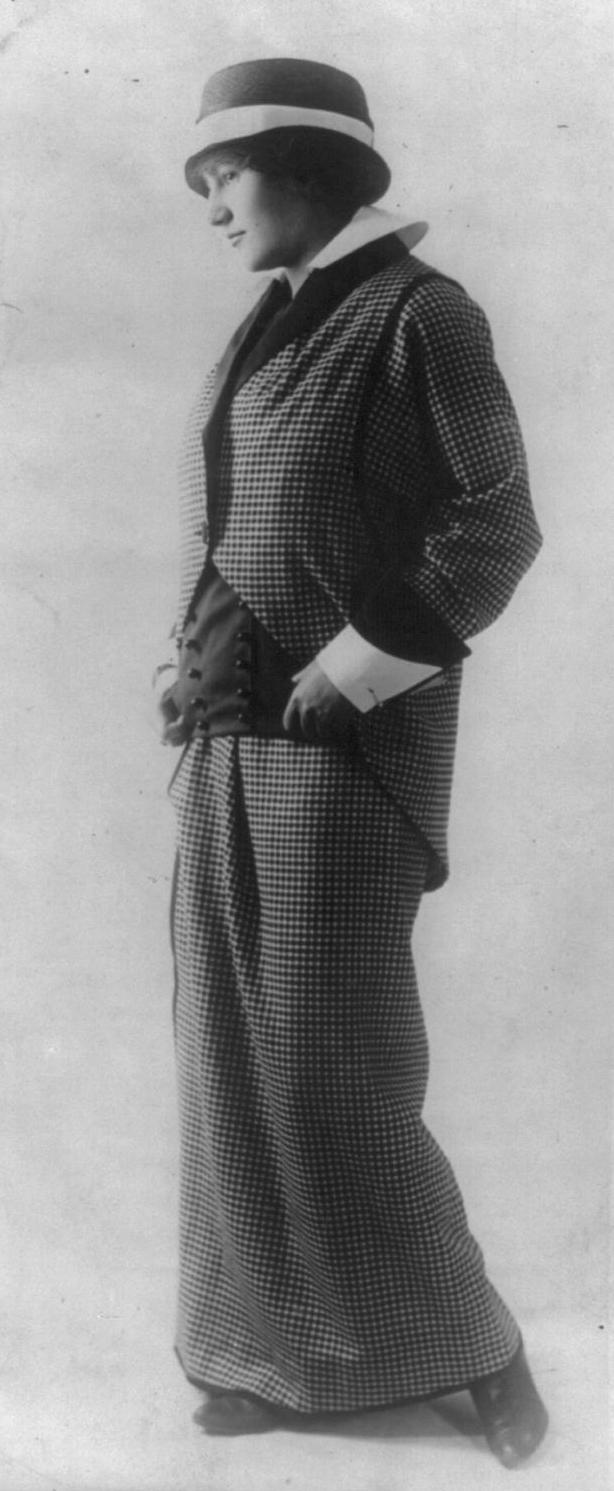
عارضة أزياء في بدلة Poiret ، 1914

بول بوارت (بالفرنسية: Paul Poiret)‏ (20 أبريل 1879 ، باريس ، فرنسا - 30 أبريل 1944 ، باريس)  كان مصمم أزياء فرنسيًا رائدًا، مصمم أزياء رئيسي خلال العقدين الأولين من القرن العشرين. كان مؤسس منزل الأزياء الراقية الذي يحمل الاسم نفسه. تم تشبيه مساهماته في مجاله بإرث بيكاسو في فن القرن العشرين .  

## روابط خارجية
- بول بوارت على موقع IMDb (الإنجليزية)
- بول بوارت على موقع الموسوعة البريطانية (الإنجليزية)
- بول بوارت على موقع قاعدة بيانات الفيلم (الإنجليزية)